# Referendo sobre a independência da Geórgia em 1991
O Referendo sobre a independência da Geórgia em 1991 foi um referendo de independência realizado na República Socialista Soviética da Geórgia em 31 de março de 1991. Foi aprovado por 99,5% dos eleitores.

## Histórico
O referendo foi ratificado pelo Conselho Supremo da República da Geórgia, que foi eleito nas primeiras eleições multipartidárias realizadas na Geórgia Soviética em outubro de 1990, e foi dominado por um bloco pró-independência, Mesa Redonda - Geórgia Livre, liderado pelo dissidente da era soviética Zviad Gamsakhurdia. Tendo em sua maioria boicotado o referendo da união sobre a continuação da federação e as negociações sobre um novo tratado de união em 17 de março, a Geórgia tornou-se a quarta república soviética, depois dos três Estados bálticos (Lituânia em 9 de fevereiro de 1991, Letônia e Estônia em 3 de março), a organizar um referendo sobre a questão da independência.
A única questão do referendo foi: "Você apóia a restauração da independência da Geórgia de acordo com o Ato de Declaração de Independência da Geórgia de 26 de maio de 1918?" Os resultados oficiais mostraram mais de 99% a favor, com uma participação de 90,6% dos eleitores.  Devido à discórdia étnica em curso, a votação foi amplamente boicotada pela população não-georgiana da Abcázia e da Ossétia do Sul. 
Quatro dias após os resultados finais serem anunciados, o Conselho Supremo da Geórgia aprovou por unanimidade a declaração de independência no segundo aniversário da repressão do exército soviético aos protestos pacíficos em Tbilisi, em 9 de abril de 1989.
O referendo coincidiu com uma visita privada do ex-presidente dos Estados Unidos Richard Nixon, que visitou algumas assembleias de voto na capital da Geórgia, Tbilisi, antes de sua partida para Moscou no mesmo dia. 

## Resultados
| Opção                       | Votos     | %    |
| --------------------------- | --------- | ---- |
| Favorável                   | 3.295.493 | 99.5 |
| Contrário                   | 16.917    | 0.5  |
| Votos inválidos / em branco | 13,690    | –    |
| Total                       | 3.326.100 | 100  |
| Fonte: Nohlen et al.        |           |      |